# ایندیانا پیسرز
ایندیانا پیسرز (به انگلیسی: Indiana Pacers) ایندیانا پیسرز (Indiana Pacers) یکی از تیم‌های باسابقه و محبوب در اتحادیه ملی بسکتبال آمریکا (NBA) است که مقر آن در شهر ایندیاناپولیس، مرکز ایالت ایندیانا قرار دارد. این تیم در سال ۱۹۶۷ تأسیس شد و از آن زمان تاکنون نقش مهمی در تاریخ بسکتبال حرفه‌ای آمریکا ایفا کرده است.
پیسرز ابتدا در اتحادیه بسکتبال آمریکا (ABA) فعالیت خود را آغاز کرد و تا سال ۱۹۷۶ در این لیگ حضور داشت. در طی این مدت، تیم توانست سه بار قهرمانی لیگ ABA را در سال‌های ۱۹۷۰، ۱۹۷۲ و ۱۹۷۳ به دست آورد و به عنوان یکی از تیم‌های برجسته و موفق این لیگ شناخته شود. با انحلال ABA در سال ۱۹۷۶، پیسرز به اتحادیه ملی بسکتبال (NBA) پیوست و از آن زمان تاکنون در این لیگ فعالیت می‌کند.
ورزشگاه خانگی ایندیانا پیسرز، بنکرس لایف فیلدهاوس (Bankers Life Fieldhouse) نام دارد که یکی از مدرن‌ترین و پیشرفته‌ترین سالن‌های ورزشی در آمریکا است. این ورزشگاه در سال ۱۹۹۹ افتتاح شد و از آن زمان تاکنون میزبان بازی‌های خانگی پیسرز و رویدادهای مختلف ورزشی و فرهنگی بوده است.
تیم ایندیانا پیسرز به‌خاطر سبک بازی دفاعی و فیزیکی خود معروف است. در طول تاریخ خود، این تیم همواره با تیم‌های قدرتمند و مطرحی همچون شیکاگو بولز، نیویورک نیکس و میامی هیت رقابت کرده است. از جمله ستاره‌های برجسته‌ای که برای این تیم بازی کرده‌اند می‌توان به رجی میلر، کریس مولین، جرماین اونیل، پل جورج و ویکتور اولادیپو اشاره کرد.
رجی میلر، که به عنوان یکی از بهترین شوت‌زنان تاریخ NBA شناخته می‌شود، به مدت ۱۸ فصل برای پیسرز بازی کرد و نقش مهمی در موفقیت‌ها و پیشرفت این تیم داشت. او با توانایی‌های فوق‌العاده خود در پرتاب‌های سه‌امتیازی و همچنین بازی درخشان در لحظات حساس، همواره به عنوان یکی از نمادهای ایندیانا پیسرز مطرح بوده است.
در طول دهه‌های مختلف، پیسرز چندین بار به مراحل پایانی پلی‌آف NBA راه یافته و در سال ۲۰۰۰ توانست به فینال NBA برسد. هرچند که در آن سال تیم در مقابل لس آنجلس لیکرز شکست خورد و نتوانست عنوان قهرمانی را کسب کند، اما حضور در فینال خود نشان‌دهنده قدرت و پتانسیل بالای این تیم بود.
ایندیانا پیسرز به‌خاطر فرهنگ قوی تیمی و همچنین ارتباط نزدیک با هواداران خود، همواره یکی از تیم‌های محبوب و دوست‌داشتنی در میان علاقه‌مندان به بسکتبال بوده است. هواداران پرشور این تیم، که به عنوان یکی از پرشورترین هواداران در لیگ NBA شناخته می‌شوند، همواره به حمایت از تیم محبوب خود پرداخته و نقش بسزایی در ایجاد جو مثبت و انگیزه‌بخش در ورزشگاه خانگی ایفا می‌کنند.
از نظر مدیریت و ساختار تیم، پیسرز همواره سعی در حفظ یک تیم متوازن و رقابتی داشته است. مدیریت تیم با توجه به نیازهای روز، همواره در تلاش برای جذب بازیکنان مستعد و همچنین حفظ هماهنگی و انسجام درون تیم بوده است. این استراتژی‌ها به پیسرز کمک کرده تا همواره به عنوان یک تیم رقابتی و پرقدرت در لیگ NBA حضور داشته باشد.
در سال‌های اخیر، پیسرز با جذب بازیکنان جوان و مستعد، تلاش کرده تا نسل جدیدی از بازیکنان را پرورش دهد و به عنوان یک تیم مدعی در آینده نزدیک ظاهر شود. بازیکنانی همچون دومانتاس سابونیس و مالکوم بروگدن از جمله استعدادهای جدید این تیم هستند که توانسته‌اند نقش مهمی در پیشرفت و موفقیت‌های اخیر ایفا کنند.
به‌طور کلی، ایندیانا پیسرز یکی از تیم‌های پرآوازه و باسابقه در تاریخ بسکتبال آمریکا است که با توجه به تاریخچه پربار و همچنین فرهنگ تیمی قوی خود، همواره به عنوان یکی از تیم‌های مطرح و محبوب در لیگ NBA شناخته می‌شود. این تیم با تکیه بر اصولی همچون انسجام، تلاش مستمر و حمایت هواداران، به دنبال ادامه دادن مسیر موفقیت‌آمیز خود و دستیابی به اهداف بزرگتر در آینده است.

## نگارخانه

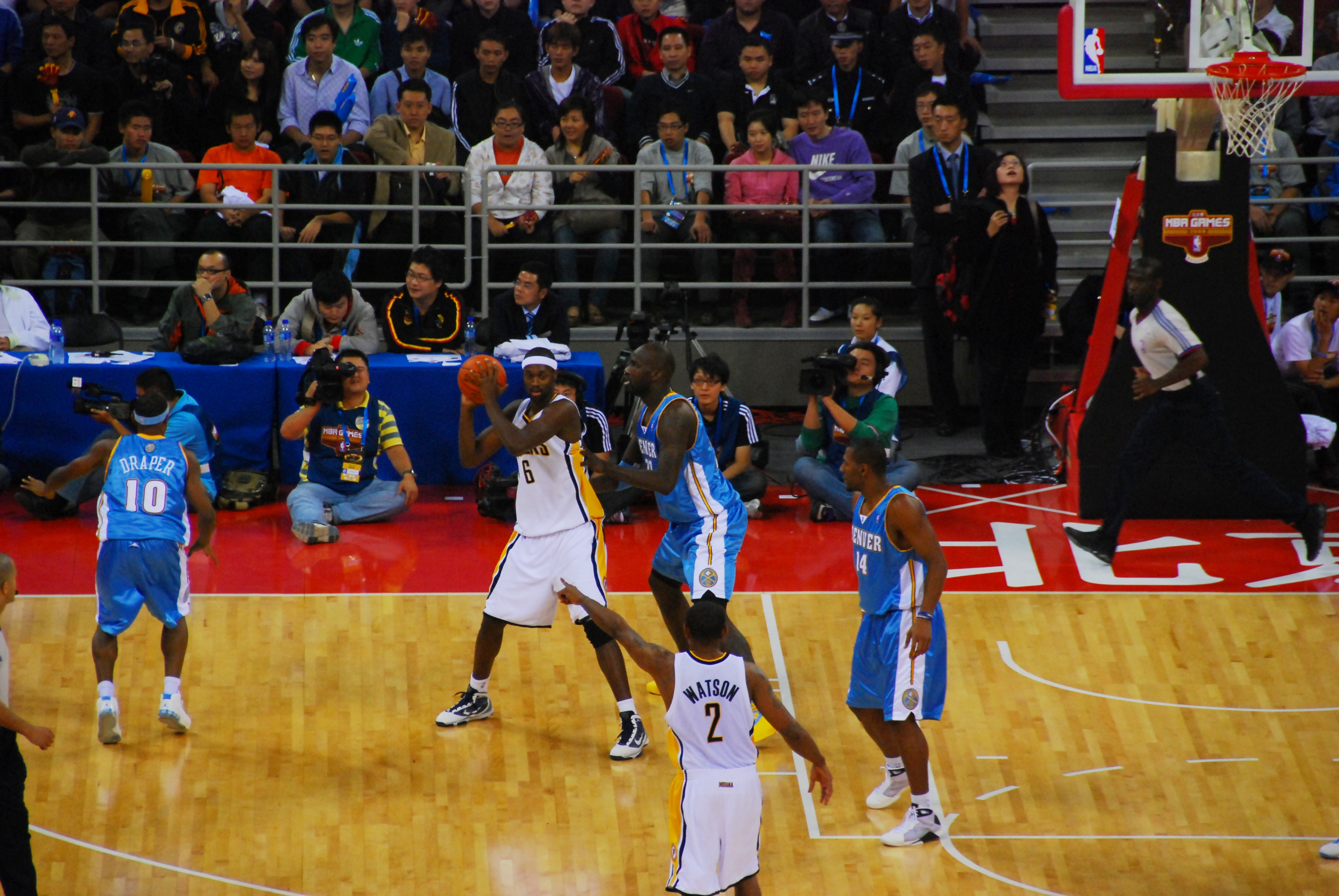
بازی نمایشی پیسرزها در چین
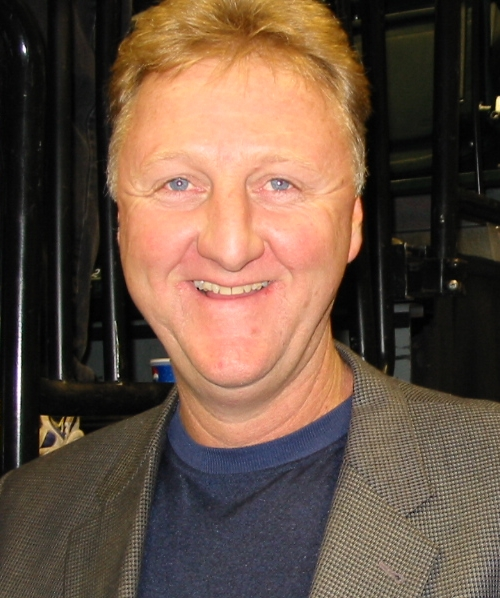
لری برد، سرپرست تیم
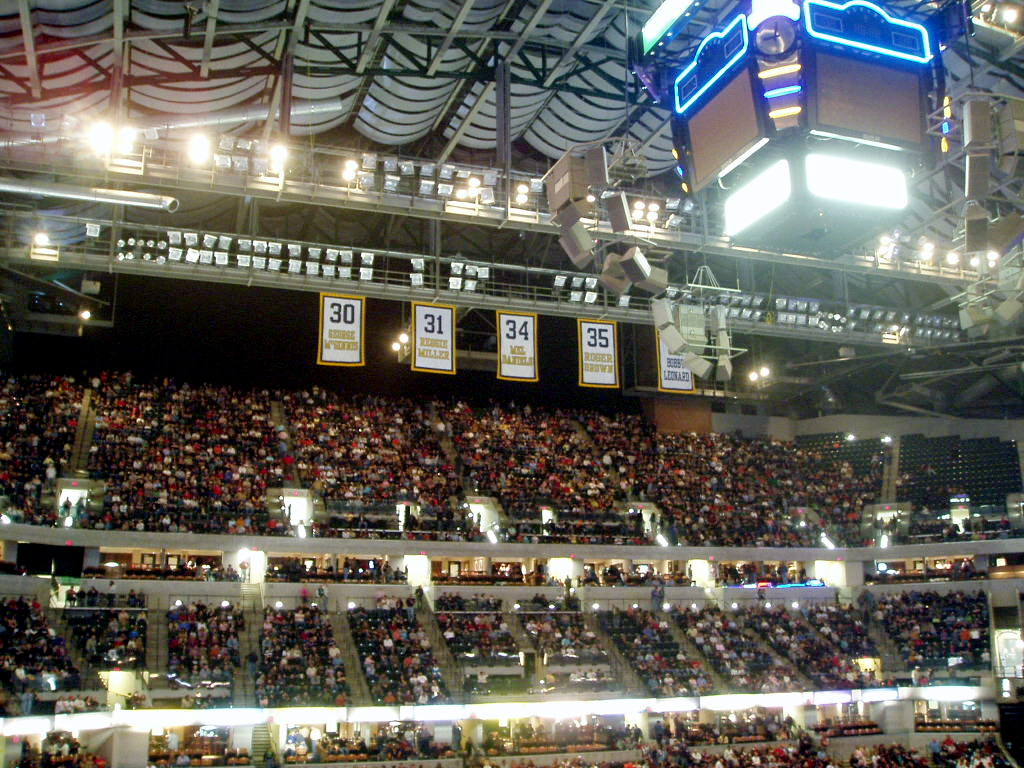
ورزشگاه خانه تیم: ورزشگاه کانسکو فیلدهاوس
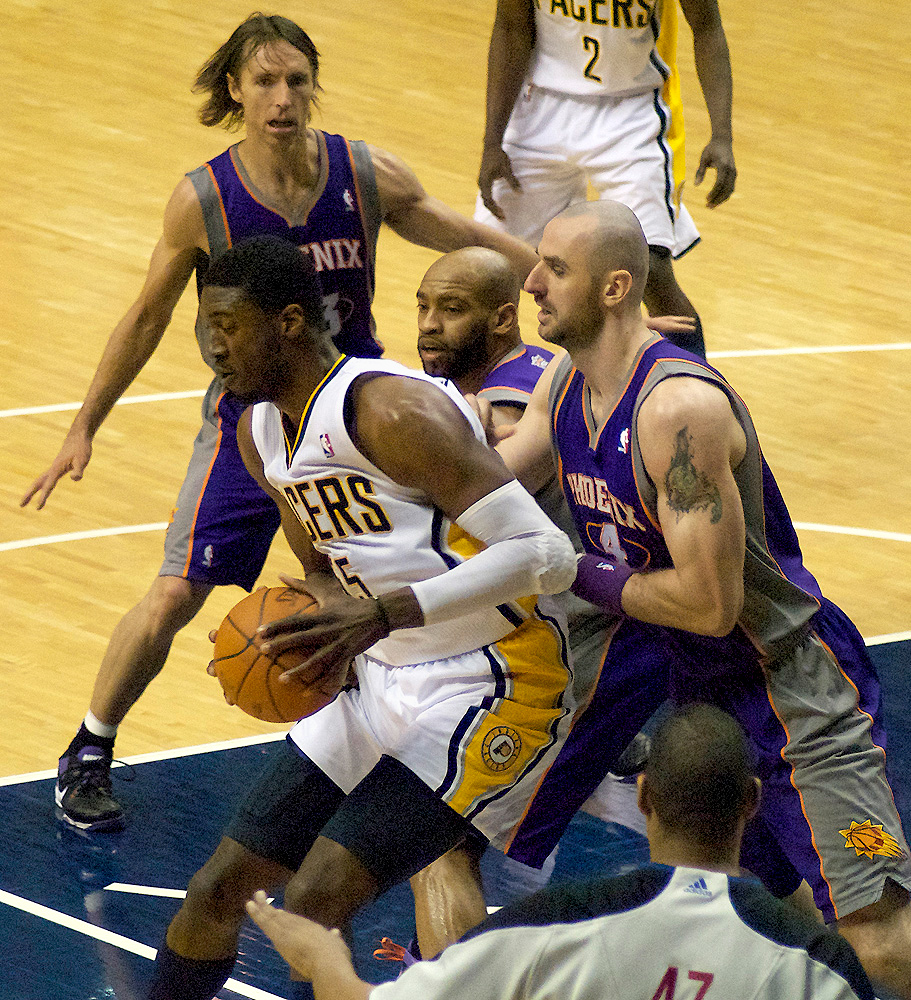

## وبگاه رسمی
- Indiana Pacers